# Hüttenfriedhof

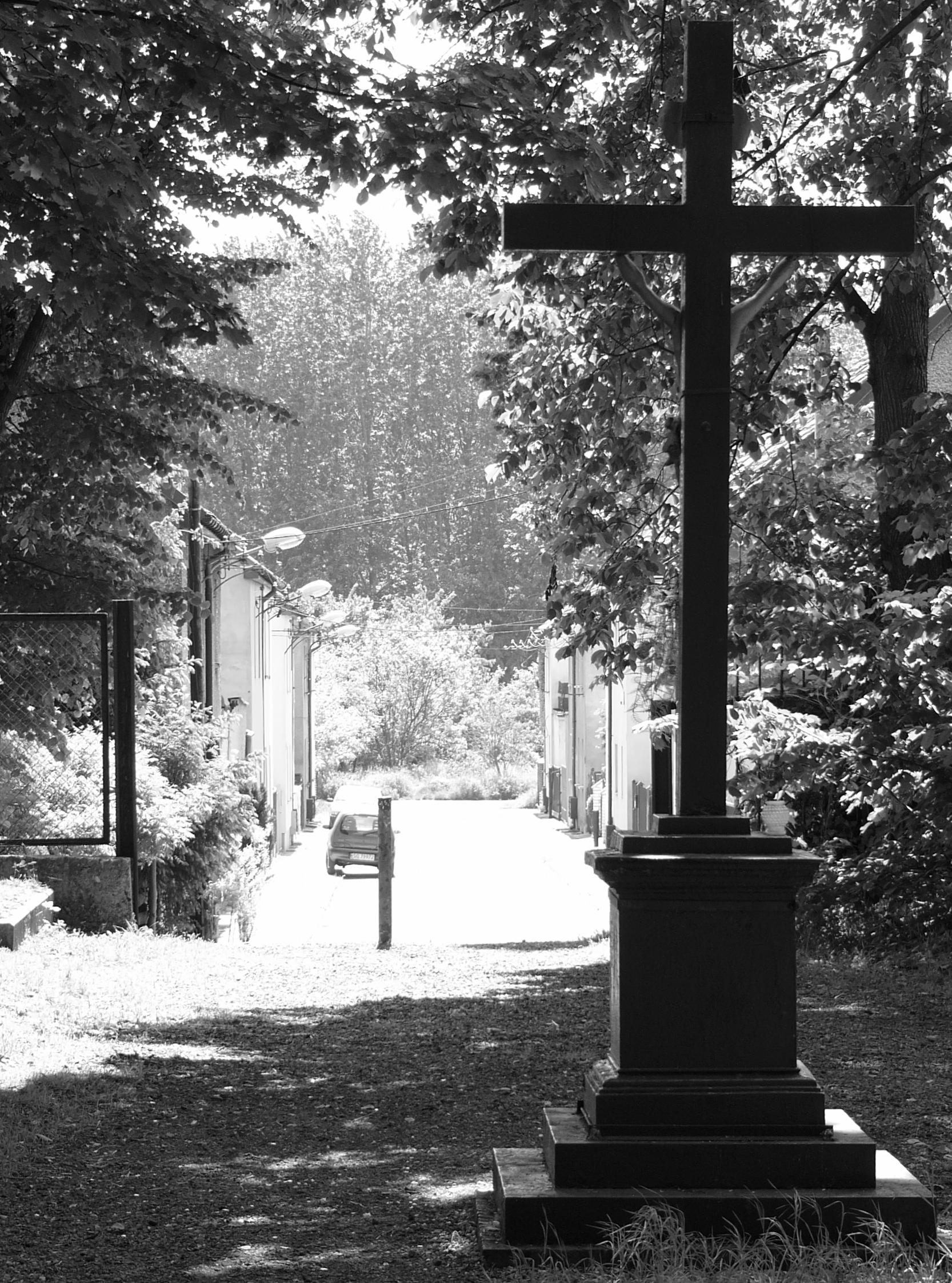
Kreuz am Eingang

Der Hüttenfriedhof (polnisch Cmentarz Hutniczy) ist ein ehemaliger Begräbnisplatz im Stadtgebiet von Gliwice (deutsch: Gleiwitz).
Der Friedhof befindet sich östlich der inneren Stadt von Gliwice, an der heutigen ul. Robotnicza, der früheren Kalidestraße.

## Geschichte
Der Hüttenfriedhof wurde im Jahr 1808 angelegt, Name und Betrieb stehen in Zusammenhang mit der Gleiwitzer Hütte. Bis dahin existierten in der Stadtregion lediglich katholische Kirchenfriedhöfe. Die Industrialisierung, besonders die Eisenhüttenindustrie, machte nunmehr eine neue Entwicklung in der Friedhofsplanung notwendig. Im Jahr 1922 zerstörte eine Explosion die Friedhofskapelle im Zentrum des Friedhofs, bei der 18 französische Soldaten der alliierten Beobachtungstruppen der Regierungs- und Plebiszitskommission umkamen. 1948 wurde der Friedhof geschlossen. Die letzte Bestattung fand 1949 statt.
Während der Polonisierung Anfang der 1950er Jahre in Gliwice wurde der Hüttenfriedhof zerstört, die Grabplatten wurden teilweise beschädigt oder vernichtet oder ihre deutschen Inschriften wurden entfernt.
Seit 2002 wird der Hüttenfriedhof von einer Bürgerinitiative restauriert. Dafür werden zerbrochene Grabsteine wieder zusammengefügt und aufgestellt sowie Metallelemente repariert. 2005 wurde bereits das Grabmal des Bildhauers Theodor Kalide (1801–1863) rekonstruiert.

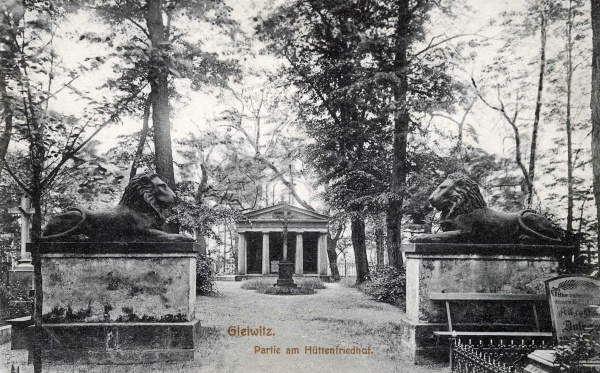
Altes Bild des Hüttenfriedhofs
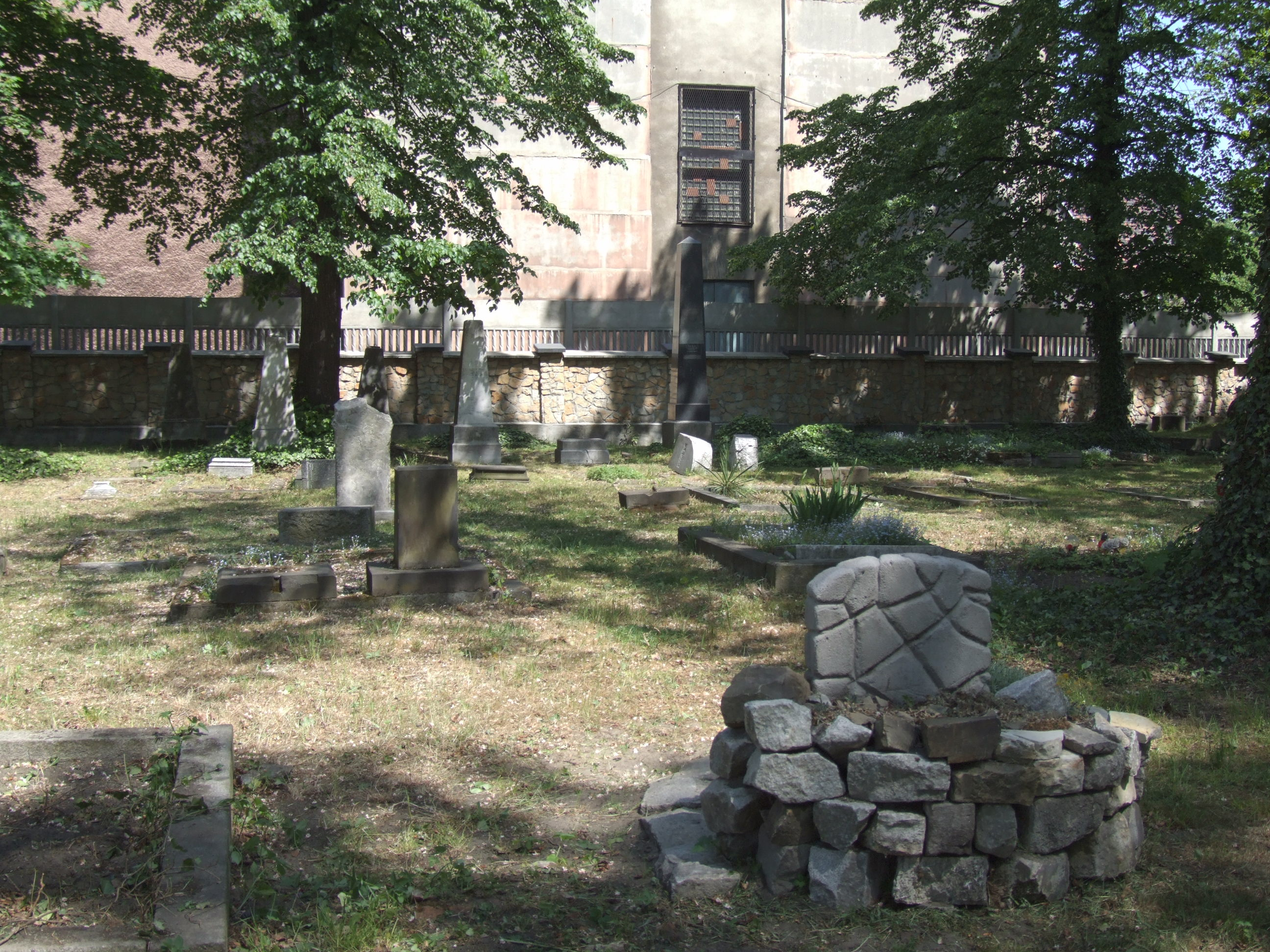
Vereinzelte wieder aufgestellte Grabsteine
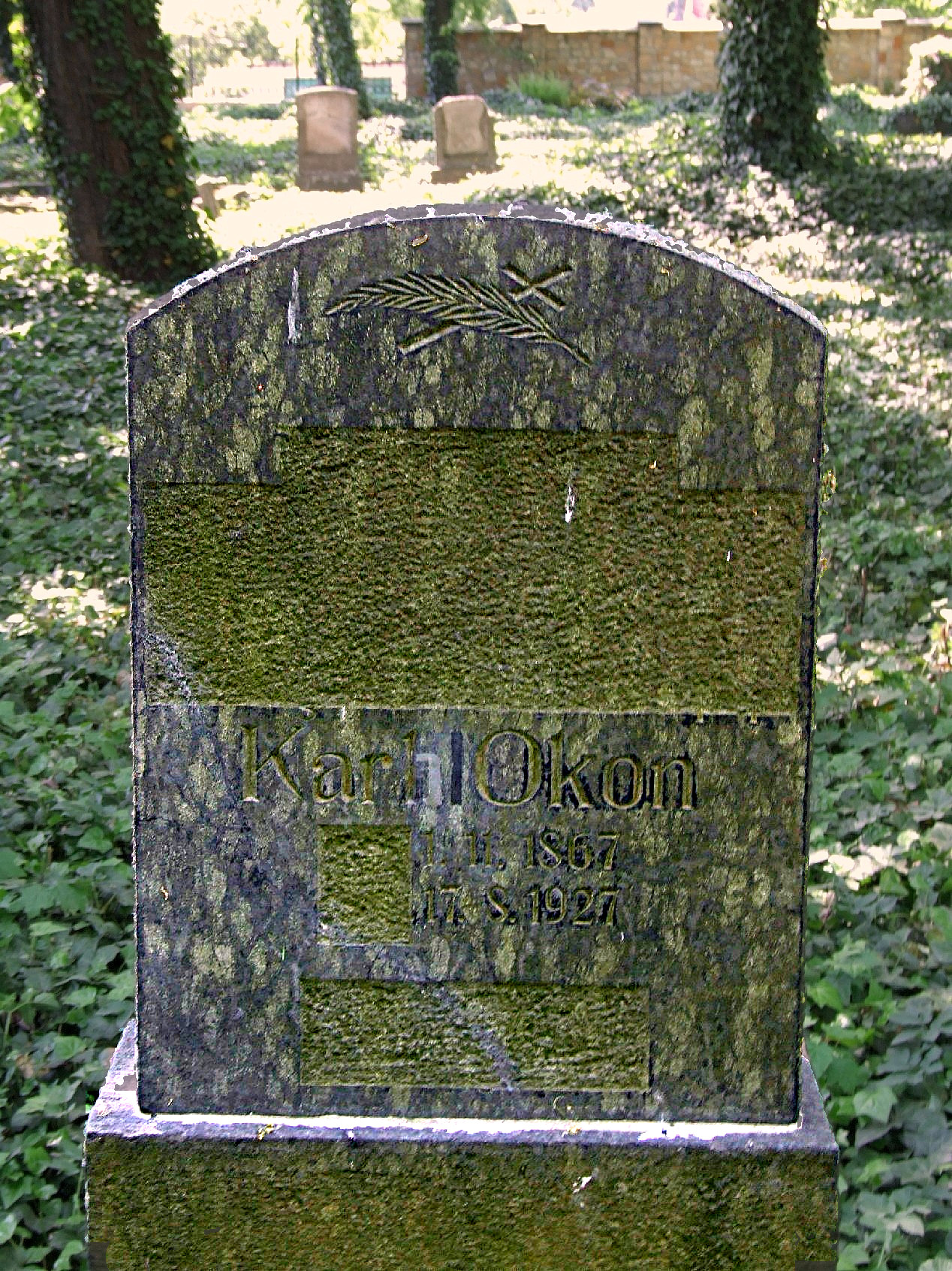
Ausgeschlagene deutsche Inschriften
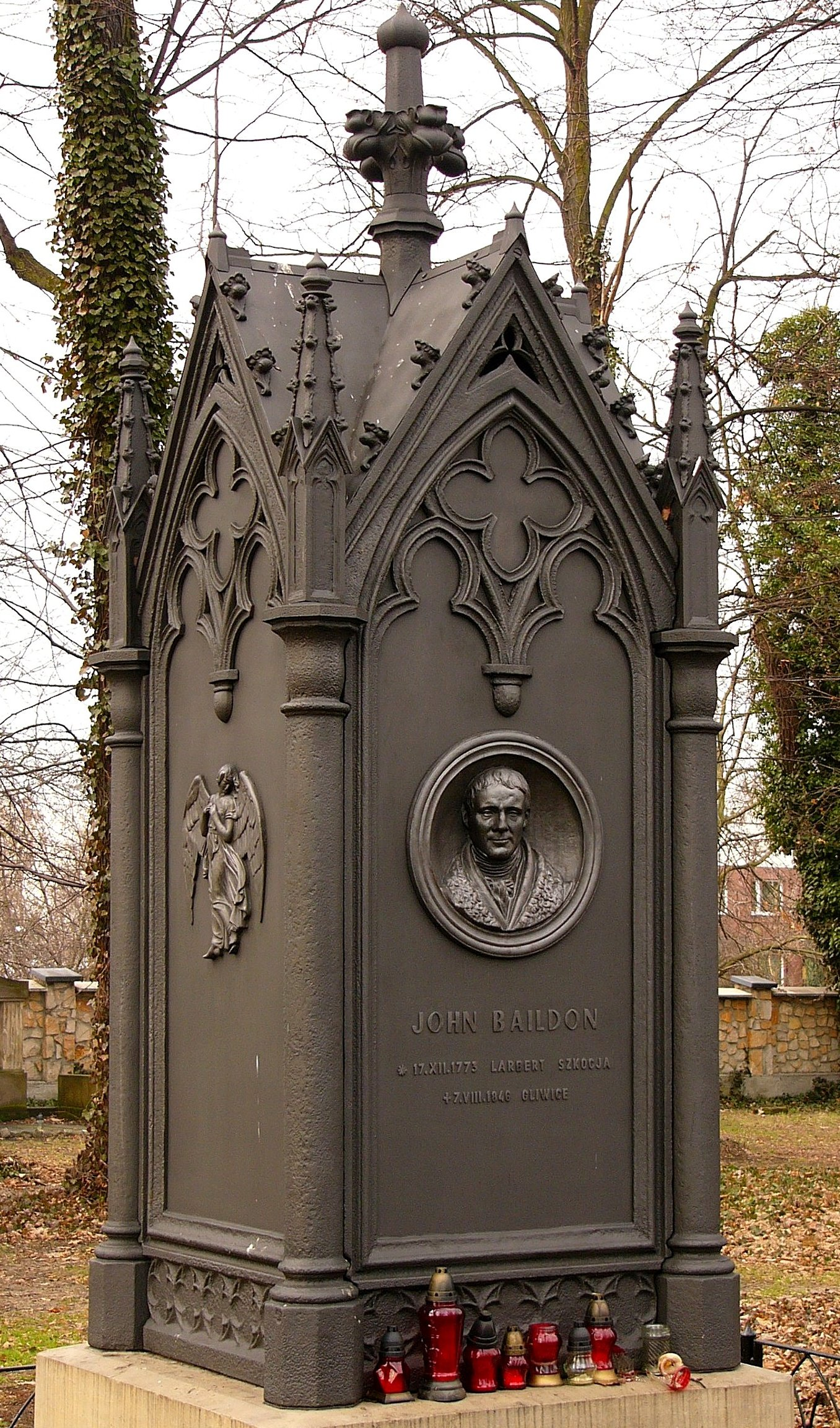
Das Grab von John Baildon

## Bestattete
- John Baildon
- Theodor Kalide